# Cythere sanrikuensis
Cythere sanrikuensis is een mosselkreeftjessoort uit de familie van de Cytheridae. De wetenschappelijke naam van de soort is voor het eerst geldig gepubliceerd in 1987 door Tsukagoshi & Ikeya.